# Itekeng Stadium
Itekeng Stadium – wielofunkcyjny stadion w Orapie, w Botswanie. Obiekt może pomieścić 5000 widzów. Swoje spotkania rozgrywają na nim piłkarze klubu Orapa United FC.